# Guillaume Chartier

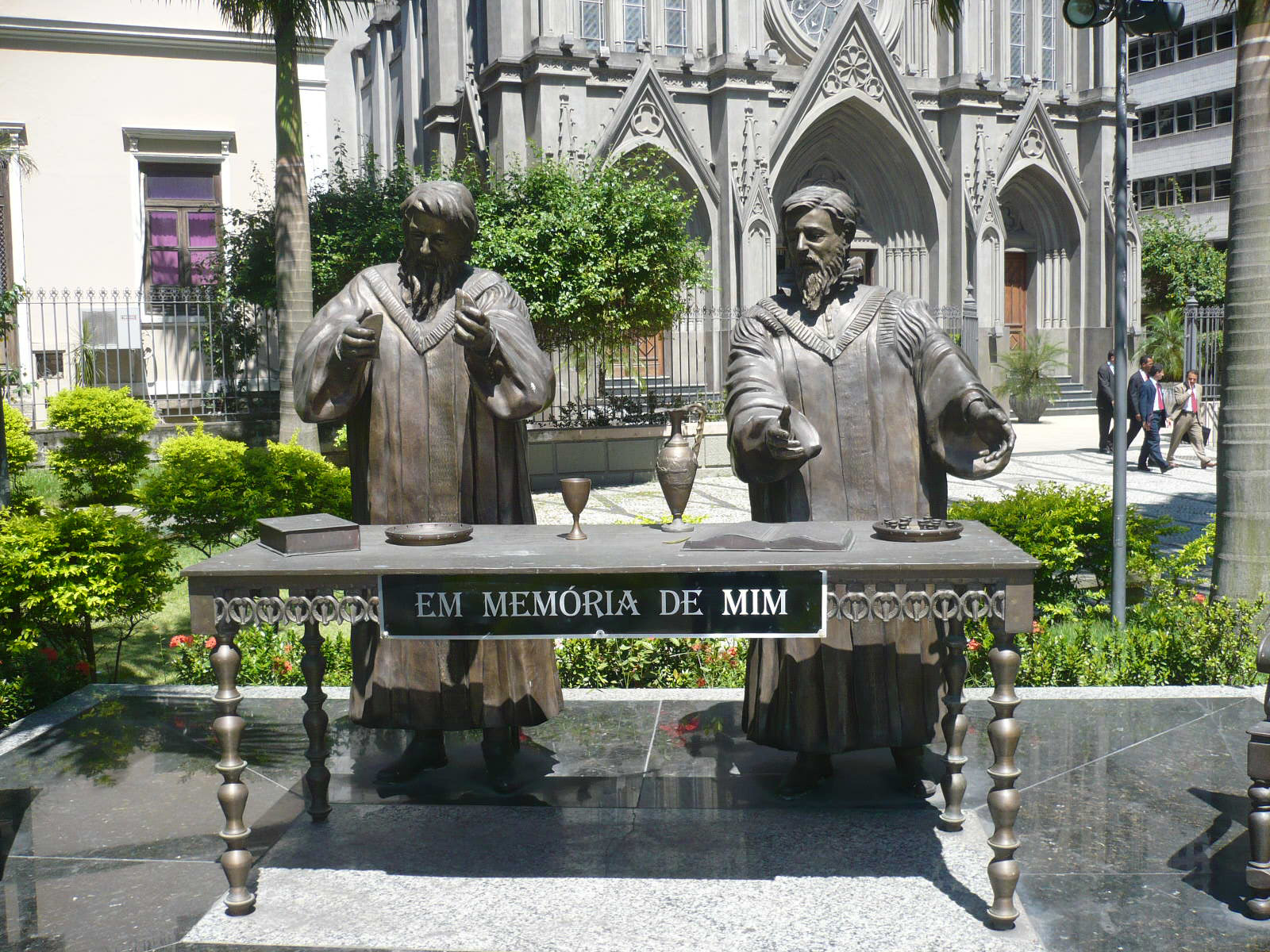
Escultura representando a primeira celebração eucarística protestante nas Américas, oficiada pelos pastores Rev. Pierre Richier e Rev. Guillaume Chartier. Catedral Presbiteriana do Rio de Janeiro, Brasil.

Guillaume Chartier (ou Guilherme Chartier) foi um pastor huguenote francês do século XVI. Participou da equipe missionária enviada ao Brasil por recomendação de João Calvino, por ocasião do empreendimento conhecido como França Antártica. Partiu de Genebra, junto de seus companheiros, em 16 de setembro de 1556. Oficiou, em 21 de março de 1557, junto ao pastor Pierre Richier, a primeira celebração da Ceia do Senhor sob o rito calvinista nas Américas. Com a perseguição religiosa empreendida por Nicolas Durand de Villegaignon, Chartier retornou - com seus companheiros huguenotes - para a Europa, a bordo do navio Les Jacques em 4 de janeiro de 1558.